# Jacques-Marie Rouzet
Pour les articles homonymes, voir Rouzet.
Jacques-Marie Rouzet, comte de Folmon, né le 23 mai 1743 à Toulouse, mort le 25 octobre 1820 à Ivry-sur-Seine (ancien département de la Seine, actuel département du Val-de-Marne), est un homme politique de la Révolution française. 

## Biographie
Jacques-Marie Rouzet est issu d'une famille de petite bourgeoisie. Son père, Jean Rouzet, est maître tailleur et sa mère, Domenge Bousquet, fille d'un maître perruquier. 
Il effectue ses études au collège de l'Esquile de Toulouse, dirigé par les Prêtres de la doctrine chrétienne, puis à l'université de Toulouse où il étudie le droit. Il devient avocat au Parlement de Toulouse. Il est également professeur de droit. 

### Parcours politique

#### Mandat à la Convention
La monarchie constitutionnelle mise en place par la constitution du 3 septembre 1791 prend fin à l'issue de la journée du 10 août 1792 : les bataillons de fédérés bretons et marseillais et les insurgés des faubourgs de Paris prennent le palais des Tuileries.
En septembre 1792, Jacques-Marie Rouzet, alors procureur-syndic du district de Toulouse, est élu député du département de la Haute-Garonne, le dixième sur douze, à la Convention nationale. 

Il siège sur les bancs de la Gironde. Lors du procès de Louis XVI, il vote « la réclusion à temps, comme mesure de sûreté générale ». Il s'abstient de voter lors du premier appel nominal relatif à la culpabilité du roi, et déclare :
Je déclare que mon opinion est indivisible ; en conséquence, demeurant l'abolition de la royauté et la déclaration de la république, je suis d'avis de la réclusion de Louis et des siens jusqu'à ce que la nation ait prononcé définitivement sur leur sort, à moins que des circonstances graves nous décident à prendre avant cette époque une autre détermination. 
En avril 1793, il s'abstient de voter lors du scrutin sur la mise en accusation de Jean-Paul Marat, justifiant qu'il a été pris à partie par celui-ci dans l'une de ses feuilles : 
J'applaudis à la délicatesse de ceux de nos collègues qui se sont retenus d'opiner, parce que Marat les avait inculpés, et j'y applaudis d'une manière d'autant moins équivoque, que je suis leur exemple.
Le 9 mai, Marat le dénonce dans son journal comme « membre de la faction des hommes d’État ». Le 28, il vote en faveur du rétablissement de la Commission des Douze.
Le 3 octobre 1793, après le rapport de Jean-Pierre-André Amar (député de l'Isère), membre du Comité de sûreté générale, Rouzet est décrété d'arrestation pour avoir signé la protestation contre les journées du 31 mai et du 2 juin. Il est écroué à la prison du Luxembourg où il rencontre Marie-Adélaïde de Bourbon, veuve de Louis-Philippe d’Orléans dit « Philippe-Égalité », dont il devient l'amant. Lui et les autres protestataires sont libérés et réintégrés à la Convention le 18 frimaire an III (8 décembre 1794). 
Durant la Convention thermidorienne, Rouzet siège à la Commission des Seize en remplacement de Jean-Jacques Fiquet (député de l'Aisne). 

#### Du Directoire à la Restauration
Le 23 vendémiaire an IV (15 octobre 1795), il est réélu au Conseil des Cinq-Cents par douze départements et propose, le 6 fructidor an IV (23 août 1796), l'amnistie de l'ensemble des délits révolutionnaires. Modéré, il vote dans le même sens que les monarchistes du club de Clichy, mais n'est pas compris dans la proscription qui s'abat sur eux après le coup d'État du 18 fructidor an V. Un décret du Directoire expulse de France toute la famille des Bourbons. 
En 1796, sans demander son congé, Rouzet quitte l'assemblée pour accompagner les duchesses d'Orléans et de Bourbon et le prince de Conti vers la frontière espagnole. À la frontière, il est arrêté sur ordre des administrateurs du département des Pyrénées-Orientales. Mais, s'étant justifié auprès du Conseil des Cinq-Cents, il peut passer en Espagne et s'installe à Barcelone, auprès de la duchesse d'Orléans, qui le nomme son chancelier et obtient pour lui le titre de comte de Folmon, la croix de Malte et de Saint-Charles de Naples.
De retour en France avec la duchesse sous la Restauration, il meurt en 1820, à l'âge de 77 ans. Ses restes sont inhumés dans la chapelle de Dreux, bâtie pour servir de lieu de sépulture à la famille d'Orléans. Sa maîtresse meurt moins d'un an après.

## Œuvre
- Explication de l'énigme du roman intitulé : Histoire de la Conjuration de Louis-Philippe-Joseph d'Orléans, premier prince du sang, Veredishtad, 4 vol. (réfutation de l'ouvrage de Galart de Montjoie, Histoire de la Conjuration de L.P.J. d'Orléans, imprimée aux frais de la duchesse d'Orléans avant 1814, jamais mis en vente ni en circulation du vivant de cette princesse, quelques exemplaires parus après sa mort).

## Sources
- « Jacques-Marie Rouzet », dans Adolphe Robert et Gaston Cougny, Dictionnaire des parlementaires français, Edgar Bourloton, 1889-1891 [détail de l’édition], t. 5, de Roussin à Royer, p. 216-217
- Étienne-Léon de La Mothe-Langon (célèbre faussaire en histoire), Jean Théodore Laurent-Gousse, Biographie toulousaine, ou Dictionnaire historique des personnages qui, par des vertus, des talens, des écrits, de grandes actions, des fondations utiles, des opinions singulières, des erreurs, etc. se sont rendus célèbres dans la ville de Toulouse, ou qui ont contribué à son illustration sur Google Livres, Paris, Chez L. G. Michaud, 1823, t. 2, p. 338-343.
- Tournois, Histoire de Louis-Philippe-Joseph, duc d'Orléans et du parti d'Orléans dans ses rapports à la Révolution française sur Google Livres, t. 2, Paris, Charpentier, 1842.
- Roger Caratini, Dictionnaire des personnages de la Révolution, Paris, Le pré aux Clercs, 1988, 580 p.  (ISBN 978-2-71442-232-3), (OCLC 20930636).